# Шумотрон
Шумотро́н — ЛБХ-генератор з запізнілим зворотним зв'язком.
Запропонований радянським вченим В.Я. Кісловим. Шумотрон став першим НВЧ-генератором потужних шумових сигналів (білого шуму).
Використовується в системах постановки радіоперешкод і в системах радіоелектронної боротьби (РЕБ). У СРСР застосовувався для глушіння іноземних радіомовних станцій (див. статтю Ворожі голоси).

## Інше значення терміна
У більш широкому сенсі шумотроном іноді називають будь-який генератор перешкод, побудований на будь-які елементній базі. Відомі шумотрони для наведення перешкод на працюючі диктофони та інші пристрої звукозапису, шумотрони для придушення мобільного зв'язку, сигналів системи глобального позиціонування GPS і т.д.
Одна з російських фірм в даний час 2007 виробляє лінійку подібних приладів з назвою «Шумотрон».